# Litanei (Heinrich von Seckau)
Die Litanei ist eine in zwei Handschriften überlieferte religiöse Dichtung des frühen Hochmittelalters.
Der Autor Heinrich war Geistlicher und Dichter des bairisch-österreichischen Sprachraumes. Er war vermutlich als Chorherr im ehemaligen Augustinerchorherrenstift Seckau tätig, weshalb er auch als Heinrich von Seckau bezeichnet wird. Seine Lebensdaten sind weitgehend unbekannt. Heinrichs dichterische Tätigkeit wird nach neuester Forschung in der Mitte des 12. Jahrhunderts vermutet.

## Allgemeines
Die Tatsache, dass die Litanei in zwei Handschriften, nämlich der Hs. G (Graz, Universitätsbibliothek, Ms. 1501 fol. 70r–105r) sowie der Hs. S (Straßburg-Molsheimer Handschrift Cod. C. V. 16.6.4° fol. 9rb–13va), überliefert ist, stellt eine Besonderheit dar, da religiöse, volkssprachliche Dichtungen des 11. und 12. Jahrhunderts heute meist unikal erhalten sind. Die Identität des Autors Heinrich bleibt bis heute weitgehend verborgen, allerdings erfolgt eine Selbstnennung im Text der Hs. G als ſcalch Heinrichen (‚Diener Heinrich‘) (Hs. G Vers 939). Fest steht, dass dieser während des 12. Jahrhunderts im bairisch-österreichischen Sprachraum als Geistlicher tätig war, vermutlich im ehemaligen Augustinerchorherrenstift Seckau (heute ein Benediktinerkloster), weshalb er auch als Heinrich von Seckau bekannt ist. Zu dieser Zeit lassen sich drei Seckauer Chorherren namens Heinrich nachweisen. Friedrich Vogt geht u. a. wegen der besonders häufigen Anrufung Johannes des Täufers (mit Bitte um Vergebung der Sünden) davon aus, dass er zunächst ein weltliches (sündenreiches) Leben führte und erst im späteren Lebensalter Geistlicher wurde.
Der Text ist an die Allerheiligenlitanei angelehnt, wobei eine Suche nach einer expliziten lateinischen Vorlage bisher vergeblich blieb. So beginnt die Litanei wie üblich mit der Anrufung der Dreifaltigkeit (Hs. G Vers 1–130), geht in die Anrufung der Heiligen über (Hs. G Vers 131–802) und endet mit den Schlussbitten zu Gott (Hs. G Vers 803–952). Allerdings wurde in der Litanei der Heiligenanruf um die Antwortformeln der Gemeinde erweitert. So wurden Gebete, Sündenbekenntnisse, Lobpreisungen und erzählende Stellen aus dem NT oder die Vitae der Heiligen hinzugefügt. Vermutlich war sie als erbauliche Tischlesung Seckauer Chorfrauen zur Stärkung des erlösenden Gottvertrauens bestimmt. Der Frauenkonvent war den dortigen Chorherren seit mindestens 1149 beigeordnet.
Formal bleibt die metrische Form weitgehend frei, es gibt überwiegend Vierheber wie auch ein Aufeinandertreffen von überlangen und kurzen Versen. Des Weiteren wird eine strophische Form verwendet, welche in Hs. G durch den Einsatz von zehn Überschriften sowie neunzehn Initialen unterteilt wird. Der Text verfügt über eine Vielzahl konsonantischer Assonanzen.

## Überlieferungssituation
Die Litanei in Hs. G gilt als ältere Fassung, hier verfügt der Text über 952 Verse. Die moderne kodikologische Analyse ergibt, dass die Litanei mit hoher Wahrscheinlichkeit bereits um 1150 als eigenständiger Faszikel bestand. Darauf deuten in der HS G die Störung des regulären Lagenaufbaus innerhalb der 5. Lage hin, ferner die vierzeilige Initiale am Textbeginn sowie die Tatsache, dass die letzten vier Verse des Textes von einer anderen Schreiberhand nachgetragen wurden. Auf Grund der verwendeten Sprache und des Wortgebrauches wird der bairisch-österreichische Sprachraum als Entstehungsgebiet angenommen. Dafür sprechen u. a. die dialektalen Erscheinungen sowie die in Hs. S, welche im westdeutschen Dialekt (eventuell Mosel- oder Rheinfränkisch) verfasst wurde, besondere Aufnahme des „Lokalheiligen“ Kolomans (dieser wurde besonders im 12. Jahrhundert im Bistum Passau verehrt), welcher auf Anordnung eines abbit Engelbrehtis (Hs. S Vers 890) ausführlich nachträglich hinzugefügt wurde. Diese Erweiterung spricht wiederum dafür, dass es zwischen Hs. G und Hs. S mindestens eine erweiterte, umgearbeitete Zwischenstufe gegeben haben muss, welche vermutlich ebenfalls in Österreich, nämlich im oberösterreichischen Chorherrenstift St. Florian, entstand. Dafür sprechen das Wirken dieses aus Seckau stammenden Abts Engelberts in St. Florian, welcher dort als Probst zwischen 1172 und 1203 wirkte, sowie die besondere Verbindung des Seckauer mit dem St. Florianer Kloster. Die Litanei in Hs. G entstand laut überwiegender Forschermeinung in Seckau, diese Herkunft ist aber nicht vollends gesichert.
Die zweite – sog. Straßburg-Molsheimer – Hs. S verbrannte im Jahr 1870 in der Straßburger Bibliothek, jedoch gibt es einen Abdruck Hans Ferdinand Maßmanns von ihr aus dem Jahr 1837. Wie der österreichische Text nach Westmitteldeutschland gelangte, ist bis heute ungeklärt. In Hs. S wurde die Litanei auf 1468 Verse erweitert und vermutlich im ersten bzw. zweiten Jahrzehnt des 13. Jahrhunderts im moselfränkischen Dialekt verfasst. Die Hs. S erweitert den Text vor allem mit einer umfassenden Anrufung des heiligen Kolomans (Hs. S Vers 746–805), einem Gebet an die Trinität (Hs. S Vers 173–196) sowie mit Abschnitten über den Apostel Johannes (Hs. S Vers 618–661) und die Sünderin Maria Magdalena (Hs. S Vers 1096–1242). Aufgrund von Stil- und Formänderungen im Text ist es umstritten, ob die Litanei in Hs. S gänzlich von einem einzelnen Schreiber bzw. einer Schreiberin oder von mehreren stammt. Leitzmann nimmt wegen der Formulierung „wir under andren megetinen“ (Hs. S Vers 1033) an, dass die Hs. S zumindest teilweise von einer Frau verfasst wurde. In Hs. S fehlt die Nennung Heinrichs.

## Textausschnitt
Nachstehend das Ende der Litanei in der Hs. G (Vers 936–952):
| samene, herre vater, diniu chint in der himiliscin Hirusalem: der selben gnaden la niht bisten dinen scalch Heinrichen, der vil harte einlichen sich dar uf giflizzen hat, swer mit sinne dizze gibet verstat, swelhe gnade er da mit erwerve, daz er der teilnumftich werde. Dizze gibet heizzit letanie: daz imphach du, vrowe sancta Marie mit allem himilisken here, daz uns got alles des gwere, des wir haben gesprochin mit der zunge ode des wir niht gedenken chunnen: daz nemach niemen wan er aine gituon, qui vivit in eternum. | Versammle, Gottvater, deine Kinder im himmlischen Jerusalem. Diese Gnade verwehre nicht deinem Diener Heinrich, der sich voll Hingabe darum bemüht hat. Wer teilnahmsvoll diese Bittdichtung versteht, möge damit Gnade erwerben [und] ihrer teilhaftig werden. Diese Bittdichtung heißt Litanei: Sie sollst du, heilige Frau Maria, empfangen mit allen himmlischen Heerscharen, damit uns Gott alles dies gewähren möge, was wir ausgesprochen haben oder was wir uns gar nicht haben denken können, das kann niemand außer ihm gewähren, welcher lebt in Ewigkeit. |

## Besonderheiten
Obwohl die Rezipientinnen der Litanei (die Seckauer Chorfrauen) vermutlich größtenteils der lateinischen Sprache mächtig waren, wurde der Text auf Deutsch abgefasst. Darüber hinaus bestand der Text nach heutigem Forschungsstand bereits vor der Hs. G als eigenständiger Faszikel und wurde erst nachträglich in die Handschrift eingefügt. Somit wurde der deutschsprachige Text nicht der lateinischen Sprache untergeordnet, sondern gleichgestellt. Warum der Text jedoch auf Deutsch und nicht auf Latein entstand, ist bis heute ungeklärt, aber vermutlich sollten besonders die Gruppe der illiteraten Klosterinsassinnen erreicht werden.
Der ältere Text verfolgt somit eher dem Gedanken der Buße und bleibt im Gebrauchshorizont der Liturgie. Beide Texte können zur Erbauungsliteratur gezählt werden.
Bei beiden Handschriften erfolgte eine Werksbezeichnung im Text, was unüblich für Handschriften aus dieser Zeit ist: Letanie (Hs. G) und Letania (Hs. S). Die Hs. G versteht sich als gibet, die Hs. S als getihte.
Im Text wurden eine Vielzahl von Vergleichen und bildlichen Ausdrücken verwendet, welche größtenteils dem Kriegswesen entnommen sind und den Kampf gegen die Sünden und den Teufel veranschaulichen. U. a. werden Heilige als Kämpfer Gottes dargestellt.